# Tam giác đều

Tam giác đều

Trong hình học, tam giác đều là tam giác có ba cạnh bằng nhau và ba góc bằng nhau, mỗi góc bằng 60°. Nó là một đa giác đều với số cạnh bằng 3.

## Tính chất
Giả sử độ dài ba cạnh tam giác đều bằng {\displaystyle a\,\!}, dùng định lý Pytago chứng minh được: 
- Diện tích: {\displaystyle A=a^{2}{\frac {\sqrt {3}}{4}}}
- Chu vi: {\displaystyle p=3a\,\!}
- Bán kính đường tròn ngoại tiếp {\displaystyle R=a{\frac {\sqrt {3}}{3}}}
- Bán kính đường tròn nội tiếp {\displaystyle r=a{\frac {\sqrt {3}}{6}}}
- Trọng tâm của tam giác cũng là trực tâm và tâm của đường tròn nội tiếp và ngoại tiếp
- Chiều cao của tam giác đều {\displaystyle h=a{\frac {\sqrt {3}}{2}}}.

Với một điểm P bất kỳ trong mặt phẳng tam giác, khoảng cách từ nó đến các đỉnh A, B, và C lần lượt là p, q, và t ta có:
{\displaystyle 3(p^{4}+q^{4}+t^{4}+a^{4})=(p^{2}+q^{2}+t^{2}+a^{2})^{2}}.
Với một điểm P bất kỳ nằm bên trong tam giác, khoảng cách từ nó đến các cạnh tam giác là d, e, và f, thì d+e+f = chiều cao của tam giác, không phụ thuộc vào vị trí P.
Với điểm P nằm trên đường tròn ngoại tiếp, các khoảng cách từ nó đến các đỉnh của tam giác là p, q, và t, thì
{\displaystyle 4(p^{2}+q^{2}+t^{2})=5a^{2}}
và
{\displaystyle 16(p^{4}+q^{4}+t^{4})=11a^{4}}.
Nếu P nằm trên cung nhỏ BC của đường tròn ngoại tiếp, với khoảng cách đến các đỉnh A, B, và C lần lượt là p, q, và t, ta có:
{\displaystyle p=q+t}
và
{\displaystyle q^{2}+qt+t^{2}=a^{2};}
hơn nữa nếu D là giao điểm của BC và PA, DA có độ dài z và PD có độ dài y, thì
{\displaystyle z={\frac {t^{2}+tq+q^{2}}{t+q}},}
và cũng bằng {\displaystyle {\tfrac {t^{3}-q^{3}}{t^{2}-q^{2}}}} nếu t ≠ q; và
{\displaystyle {\frac {1}{q}}+{\frac {1}{t}}={\frac {1}{y}}.}

## Dấu hiệu nhận biết
- Tam giác có 3 cạnh bằng nhau là tam giác đều.
- Tam giác có 3 góc bằng nhau là tam giác đều.
- Tam giác cân có một góc bằng 60° là tam giác đều.
- Tam giác có 2 góc bằng 60 độ là tam giác đều.
- Tam giác có đường cao bằng nhau hoặc 3 đường phân giác bằng nhau hoặc 3 đường trung tuyến bằng nhau thì tam giác đó là tam giác đều.
- Tam giác có 2 trong 4 điểm đồng quy (trọng tâm, trực tâm, tâm đường tròn nội tiếp, tâm đường tròn ngoại tiếp) trùng nhau thì tam giác đó là tam giác đều